# 追跡者
追跡者，在官方游戏中文版中正式名称为，又名追逐者、追踪者、追擊者、“追追”，复仇女神（直译：「涅墨西斯」）、復仇邪神等，电影中又译天罚计划，是生化危機3中的一個頭目角色，他是由歐洲分部研發的生物武器。其目的是消滅所有S.T.A.R.S.的成員，包括其他阻礙他執行任務的人。在電影《生化危機2：啟示錄》中，他原本以人類的身份登場，受怪物「舔食者」（Licker）襲擊後感染「T病毒」（T-virus）異化而再被改造成怪物。追跡者亦在同公司的跨界作品「終極漫畫英雄VS卡普空」及「漫畫英雄VS卡普空：無限」中登場。

## 起源
在歐洲巴黎分部的保護傘公司（Umbrella Corporation） 所開發的復仇T型計畫的分支，其開發的重點是增加本體的智力與能力，並使服從保護傘所發出的命令，而在擁有以上能力又不損害追跡者原有的力量和能力。而暴君（Tyrant）的改造原是以大量T病毒灌注入成年人體內所產生的變異，而這次則是使用了稱為NE-α的寄生體，先讓寄生體進入追跡者的體內進行初步進化並植入思維晶片，再注入大量T病毒進行肉體強化。這種寄生體會侵入宿主腦部並成為第二個腦，同時擁有超速再生的能力，但是如果受到嚴重的傷害，就很容易引起本體的突變，導致第二、三型態的誕生。

## 發展
最初，歐洲分部保有四具追跡者原形。在早期試驗階段其中一具保有獨立思考以及人類情感，因保有人類情感而試圖逃跑，但最後終究被殺害。此事件被研究員知情後，立刻將其餘三具追跡者植入了控制晶片，以抑制本身的情感或思維並對其控制並聽從命令。第二具追跡者經歷了長期的訓練，而被派遣到拉昆市進行S.T.A.R.S.掃除行動，其代號為追跡者（NEMESIS-T型）。而剩下的追跡者目前還無法得知行蹤以及能力。

## 进化形态

### 第一型態
第一型態的追跡者全身以约束衣包覆並穿著靴子，身高約220公分，且擁有強大的力量、純粹的體力、較高的智慧、敏捷的速度。這個型態的追跡者以拳头攻击并以触手杀死对方，有时更拿着特制大型火箭筒進行攻擊。目标是对S.T.A.R.S.队員進行追殺，同时对任何阻碍他的人也毫不留情，包括保護傘公司的雇佣兵。在钟楼下被吉儿打至上衣爆裂而倒下。
重製版的第一形態保留原版本的所有本體獨有技能外，還能將體內的寄生蟲附在殭屍身上以強化殭屍，亦可攜帶大型火箭筒及火焰噴射器進行攻擊。在多次被吉兒擊倒後還能起身進行追殺，直到被維克多用C4炸藥以自殺式攻擊炸毀運行中的地鐵，迫使其跳到污水河當中滅火並變異為第二型態。

### 第二型態
第二型態的追跡者已經沒有約束皮衣，在體內的寄生觸手成為了武器，触手能把对方抓住並狠狠地连续摔在地上。第二形态由於被卡洛斯阻碍，因此將卡洛斯視为妨礙者排除。
重製版的第二型態直接加入了猶如舔食者的攀爬能力，以及被大型護城門斬斷手臂後立即再生斷肢的強大再生能力，但高壓電仍可嚴重麻痺牠的行動。在刺傷吉兒後讓她感染T病毒，隨後一直追蹤至保護傘公司地下研究中心。之後再次被吉兒和卡洛斯聯手擊倒，最後掉入保護傘公司用於銷毀失敗怪物的大型溶解水池當中，被強酸嚴重腐蝕。

### 第三型態
第三型態的追跡者只剩下一段躯干和一条腿，藉着吸食暴君的身体组织而迅速变异，变成一头满身触手血肉模糊的怪物。這時的追跡者已經進入了常规武器无法伤害的狀態。第三型態被磁軌砲击中后，虽然已经奄奄一息，但剩余的头部仍可以對狙殺目標吐出酸液，最终被吉兒用左輪手槍徹底擊殺。
重製版的第三型態可成功承受強酸腐蝕，並同時找尋其他被腐蝕的怪物（大量普通喪屍、白化喪屍等），再將其融合成如同大型肉塊狀的東西。在吉兒與尼可來再度交涉中破牆而出並成為多觸手的巨大怪物。此型態的追跡者擁有第二形態發展而成的大型手臂和主頭部，以及用於固定巨大身軀的多重觸肢，且能夠在體內生成並吐出附帶強酸的肉球，最後被吉兒用保護傘公司特製的60毫米超重型磁軌砲嚴重打傷，但其頭部仍試圖繼續攻擊，最終吉兒用磁軌砲從追跡者口部直射，才徹底擊殺此生化武器。